# Reuss-Ebersdorf

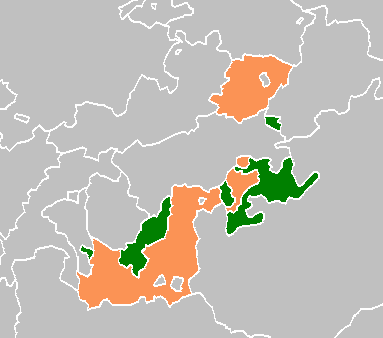
De vorstendommen van de jongere linie in 1820 (oranje) - de interne grenzen zijn niet aangegeven; groen de oudere linie

Reuss-Ebersdorf was een vorstendom in Thüringen dat bestond van 1678 tot 1848 en werd geregeerd door een tak van het Huis Reuss.

## Geschiedenis
Het graafschap Reuss-Ebersdorf ontstond, net als Reuss-Hirschberg in 1678, toen Reuss-Lobenstein onder de drie zoons van Hendrik X werd verdeeld. Reuss-Ebersdorf viel toe aan de jongste zoon, Hendrik X, behorend tot de tak van Reuss jongere linie.
Ebersdorf werd de hoofdstad van het graafschap, waartoe verder de volgende dorpen behoorden: Altengesees, Eliasbrunn, Gahma, Harra, Haueisen, Heimlingen, Helmsgrün, Kießling, Lichtenbrunn, Lothra, Lückenmühle, Oberlemnitz en Unterlemnitz, Seibis, Titschendorf, Weißbach, Weitisberga, Wurzbach en de helft van Neundorf.
De eerste graaf, Hendrik X, vocht in dienst van de Oostenrijkers tegen de Turken en raakte daarbij in 1686 gewond. Na zijn dood in 1711 werd hij opgevolgd door zijn enige, nog minderjarige zoon, Hendrik XXIX. Die kwam eerst onder voogdij van Hendrik VIII uit de tak Reuss-Hirschberg en na diens dood in 1711 onder de voogdij van Hendrik XXIV uit de tak Reuss-Köstritz.
Toen Hendrik VIII van Reuss-Hirschberg in 1711 kinderloos kwam te overlijden werd zijn graafschap in 1712 verdeeld. Aan Reuss-Ebersdorf werden toegevoegd het stadje Hirschberg en de dorpen Dobareuth, Gebersreuth, Göttengrün, Grumbach, Mödlareuth, Ossla, Pottiga, Rothenacker, Röthersdorf, Ullersreuth, Venzka en verder de helft van Blintendorf. Het andere gedeelte van Reuss-Hirschberg kwam bij Reuss-Lobenstein.
In Ebersdorf bevond zich sinds 1732 een bloeiende gemeenschap van de Evangelische Broedergemeente. Zij kon zich in Ebersdorf vestigen, nadat ze door de katholieke kerk wegens hun geloof waren verdreven. Dorothea, de zus van graaf Hendrik XXIX, was getrouwd met de leider van de Broedergemeente, Nikolaus von Zinzendorf. Veel leden van de vorstelijke familie bekeerden zich tot deze Herrnhutters, of stonden in elk geval positief tegenover dit piëtistische geloof. De Broedergemeente was (en is) sociaal zeer actief, met name op het terrein van het onderwijs.
Hendrik XXIX werd in 1747 opgevolgd door zijn zoon Hendrik XXIV, die op zijn beurt in 1779 werd opgevolgd door Hendrik LI. Gedurende zijn minderjarighheid stond hij onder regentschap van zijn moeder en van graaf Hendrik XII van Reuss-Schleiz. Hendrik LI werd op 9 april 1806 verheven tot rijksvorst.
Na het uitsterven van de tak Reuss-Gera in 1802 werden Gera (met het district Saalburg) gemeenschappelijk bestuurd door Reuss-Ebersdorf en Reuss-Lobenstein (met elk 25% van de inkomsten) en Reuss-Schleiz (met 50%). In 1824 verwierf Reuss-Ebersdorf ook het vorstendom Reuss-Lobenstein, vanaf dat moment werd de staat Reuss-Lobenstein-Ebersdorf genoemd. Ondanks deze uitbreidingen telde het landje niet meer dan 24.000 inwoners op slechts enkele vierkante kilometers.
In 1806 verbleef keizer Napoleon I enige tijd in het slotkasteel van Reuss-Ebersdorf tijdens zijn veldtocht tegen Pruisen.Ook in 1806 werd het graafschap verheven tot vorstendom. In 1807 trad het land toe tot de Rijnbond en in 1815 tot de Duitse Bond.

## Heersers

### Graven

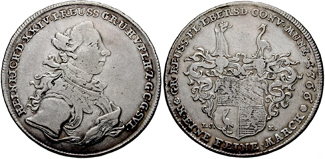
Konventionstaler uit 1766 met daarop afgebeeld Hendrik XXIV (1747-1779)

- 1678-1711: Hendrik X (1662-1711, zoon van Hendrik X van Lobenstein), sinds 1671 heer en sinds 1673 graaf van Reuss-Lobenstein
- 1711-1747: Hendrik XXIX (1699-1747; zoon van Hendrik X)
- 1747-1779: Hendrik XXIV (1724-1779; zoon van Hendrik XXIX)
- 1779-1806: Hendrik LI (1761-1822; zoon van Hendrik XXIV)

### Vorsten
- 1806-1822: Hendrik LI (1761-1822), sinds 1779 graaf van Reuss-Ebersdorf
- 1822-1848: Hendrik LXXII (1797-1853, zoon van Hendrik LI), vanaf 1824 vorst van Reuss-Lobenstein-Ebersdorf)

Zie Huis Reuss voor een uitleg over de nummering van de vorsten.